# Allean Grant
Allean Grant (10 febbraio 1983) è un calciatore britannico delle Isole Cayman, di ruolo attaccante.

## Carriera

### Club
Ha giocato nella massima serie del campionato delle Isole Cayman con il Latinos.

### Nazionale
Ha esordito in Nazionale nel 2008.